# Generix Group
 (mai 2024).
Generix est un éditeur de logiciels international. Créé en 1990 par quatre ingénieurs, il propose une plateforme permettant de gérer et piloter l'ensemble des flux d'un écosystème économique et industriel. Le groupe distribue aujourd’hui des solutions et des services de pilotage global de la chaîne logistique : La gestion d'entrepôts (WMS) et du transport (TMS), la e-logistique, les portails collaboratifs, l'EDI et l'EAI, la dématérialisation de factures, les encaissements et les moteurs de fidélité.

## Historique

### À partir de 1990: création de Generix
La société est créée en 1990 par Bernard Becquart et ses associés et développe un progiciel ERP. Le produit intègre des solutions de gestion des ventes, finances, gestion de stock et gestion d’achat.
En 1991, la société sort son premier produit qui s’appelle Genegos, puis Generix. Au cours de ces deux premières années, elle ouvre des bureaux commerciaux à Paris et en province.
En 1995, Generix SA devient Generix Group.
En 1998, Generix est introduit en bourse, sur le nouveau marché de la Bourse de Paris.

### 2005 - 2010: consolidation du Groupe
En 2005, la société est rachetée par Jean-Charles Deconninck, soutenu par le fonds d’investissement Pléiade, déjà présent dans le capital depuis 2002. Elle a maintenant un conseil de surveillance et un directoire, présidé par Jean-Charles Deconninck. Celui-ci décide de faire évoluer le modèle économique de la vente de licences à une consommation à l’usage (SaaS).
En 2005, Generix rachète Ceitel. La société basée à Rennes, emploie une quarantaine de personnes et édite des solutions d’encaissement et de gestion de magasin.
En 2007, Generix Group rachète Influe Illicom, un éditeur de solutions collaboratives qui intervient sur les échanges interentreprises et la collaboration. Influe Illicom a 200 collaborateurs et des filiales au Portugal, en Italie et au Benelux.
En 2008, Generix Group annonce le rachat d’Infolog Solutions, un éditeur de solutions d'exécution logistique, de gestion d'entrepôts (WMS), de transport (TMS) et de traçabilité. Infolog Solutions est présente dans 20 pays et possède 4 filiales au Canada, au Brésil, en Italie et en Espagne.
En 2009, Generix Group Espagne est créée à la suite de la fusion des sociétés Influe Espagne et Infolog Iberica. La même année Generix Group Italie est également créée à la suite de la fusion des sociétés Influe Italie et Infolog Italia.[réf. nécessaire]

### Depuis 2010: développement à l'international et changement de cap
En 2014, Generix Group vend son ERP Aurea et oriente son activité vers le SaaS et l’International.
En 2015, Generix Group rachète GMI connectivity, éditeur de solutions EDI par Generix Group.
En 2016, Generix Group crée une filiale en Amérique du Nord en prenant une participation majoritaire dans la société canadienne Sologlobe Inc. éditeur spécialisé dans les solutions logistiques. Basée à Montréal, la société emploie 50 personnes.
En 2022, la holding du groupe New Gen Holding rachète les actions en bourse pour 10€ par action pour un total de 835 871 actions soit 3,68% du capital. La holding possède donc 96% du capital de Generix et la société se retire de la bourse de Paris.
En 2024, Generix Group devient Generix
En 2024, Generix acquiert Keyneo, un éditeur de solutions de commerce omnicanales pour affiner sa branche retail.

## Localisation
Le siège de Generix est basé en France à Lesquin, près de Lille, et ses principales équipes commerciales sont situées à Paris, Rennes et Clermont-Ferrand.
La société dispose de filiales au Brésil, au Portugal, en Espagne, en Italie, en Belgique et depuis 2016, en Russie[source insuffisante] et au Canada.

## Identité visuelle

Ancien logo
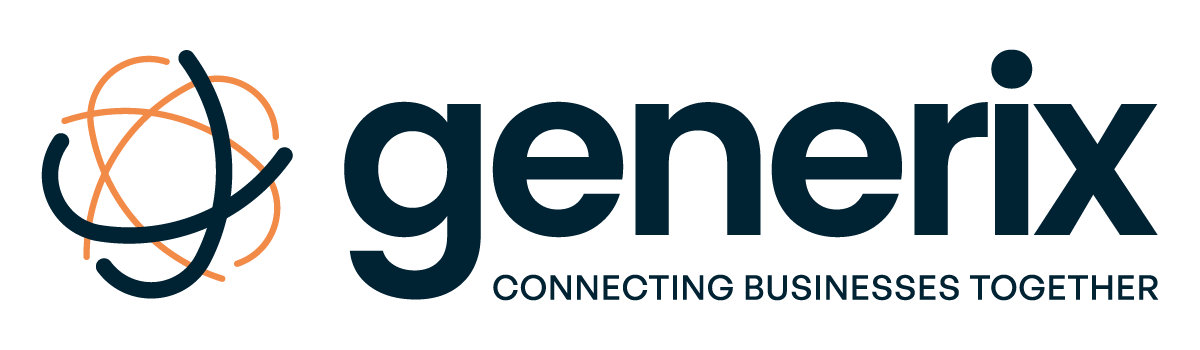
Nouveau logo